# 5ª Sezione SVA
La 5ª Sezione SVA del Servizio Aeronautico del Regio Esercito dal 14 maggio del 1918 vola con aerei Ansaldo S.V.A..

## Storia
Il 14 maggio del 1918 su 5 Ansaldo S.V.A. monoposto a Fossalunga nasce la 5ª Sezione SVA inquadrata nel I Gruppo con 6 piloti.
L'8 giugno arriva il Sottotenente Asso dell'aviazione Michele Allasia ed il 15 giugno il Sergente Giulio Bellaria ottiene una vittoria su Conegliano ed Allasia su Collalbrigo.
Il 19 giugno Bellaria rivendica un abbattimento su San Donà di Piave ed il 23 giugno Allasia a Falzè di Piave.
Nel mese di luglio l'unità è al comando del Capitano Umberto Gelmetti che dispone di 3 SVA 3 bis, uno SVA 5, uno SVA 9 e 3 SVA 4 ed il 20 luglio va a Marcon quando muoiono Allasia ed il Cap. Giuseppe Gaglio in un incidente.
In agosto è al comando del Tenente Luigi Diaz e durante il conflitto la sezione ha svolto 275 voli di guerra delle quali 227 ricognizioni fotografiche, 46 crociere sul nemico e 2 spezzonamenti sparando 13.600 colpi e scattando 1.391 fotografie.
Dal 5 novembre forma la 58ª Squadriglia.